# شيز (ألبوم)

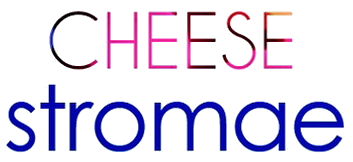

شيز  (بالإنجليزية: Cheese)‏ هو أول ألبومات المغني البلجيكي ستروماي، أصدره في 14 يونيو 2010. من الأغاني التي أصدرت كأغاني منفردة كدعاية للألبوم "Bienvenue chez moi"، "Rail de Musique"، "House'llelujah"، "Peace Or Violence"، "Te Quiero"، "Silence"، ولم تنجح أول أغنيتين في دخول القوائم.